# جان جوزيف ديسول
جان جوزيف ديسول، ماركيز ديسول (بالفرنسية: Jean-Joseph Dessolles)‏ (3 تموز 1767 ـ 2 تشرين الثاني 1828) : عسكري وسياسي فرنسي. ضابط عسكري برتبة فريق أول (جنرال) في ظل الجمهورية الفرنسية الأولى وإمبراطورية نابليون، ثم تحول إلى السياسة في عهد عودة الملكية.